# 조양기
조양기(趙良琪, 1260년 ~ ?) 본관은 한양(漢陽)이다. 
쌍성총관 조휘의 아들로 쌍성총관부 총관을 세습했다. 그의 딸 조씨(趙氏)는 조선 추존왕 도조(度祖) 이춘(李椿)의 후처가 되었다.

## 생애
고려 후기 군사를 일으키고 화주(和州) 이북의 땅을 들어 원나라에 쌍성총관 조휘의 아들로 쌍성총관부 제2대 총관(雙城摠管)을 세습했다. 
원나라가 1281년(세조 신사년) 일본을 정벌할 때 부원수로 김방경과 출진해 전군이 무사히 돌아왔으며, 함단군을 토벌하고 포로를 원나라에 보냈으니 그때 나이가 21세였다.
조양기의 딸 조씨는 조선 태조 이성계의 조부 도조 이춘의 후처가 되어 2남 3녀를 낳았다.

## 가계 관계
- 조부 : 조지수 - 한양 조씨의 시조
- 부친 : 조휘(趙暉, ?~1273) - 초대 쌍성총관 
  - 조양기
  - 처 : 박씨
    - 장남 : 조림(趙琳) - 제3대 쌍성총관 
      - 손자 : 조소생(趙小生, ?~1362) - 제4대 쌍성총관

    - 차남 : 조돈(趙暾, 1307~1380)
      - 손자 : 조인벽(趙仁壁, 1330~1393)

    - 삼남 : 조천주(趙天柱)
    - 딸 : 조씨(趙氏) - 추존왕 도조 이춘의 후처
    - 사위 : 도조(度祖) 이춘(李椿) - 조선 태조(太祖)의 조부

## 참고 자료
- 《한양조씨세보》
- 《조선왕조실록》